# Sukhoi Su-7
El Sukhoi Su-7 (en rus: Сухой Су-7 denominació OTAN: Fitter-A) és un caça i caça bombarder soviètic introduït el 1955. Tenia ala en fletxa i era capaç de superar la velocitat del so. Degut a la falta d'èxit com a caça tàctic a cotes baixes va ser modificat amb la versió Su-7B com un efectiu caça bombarder. Tenia una gran resistència i simplicitats però també mancances com un abast molt curt i poca capacitat d'armes.

## Historial de creació
El 14 de maig de 1953, per ordre de la MOP núm. 223, Pavel Sukhoi va ser nomenat dissenyador en cap d'OKB-1. Així, l'oficina de disseny de P. O. Sukhoi, que va ser liquidada el 1949, va ser restaurada. Segons el Decret del Govern del 5 d'agost de 1953, l'oficina de disseny va començar a treballar en el disseny de caces supersònics en dues opcions de disseny: amb ales escombrades i delta (codis condicionals "C" i "T", respectivament).
El 1953-1954 es va desenvolupar un caça experimental, que per primera vegada en la pràctica de la construcció d'avions supersònics soviètics estava equipat amb una presa d'aire ajustable i una cua horitzontal en moviment total (estabilitzador controlat). En un dels vols de prova, aquest avió va assolir una velocitat de 2170 km/h. Els resultats encoratjadors de les proves de vol van permetre començar a construir un prototip de l'avió d'ala inclinada Su-7 "Producte S-2", les proves del qual van començar el 1955. El 1956, l'avió va ser demostrat a l'aeròdrom de Tushino.
Un cop finalitzades les proves, es va recomanar l'adopció de l'avió. La producció en sèrie del caça va continuar des de 1957 fins a 1960; es van produir un total de 133 exemplars.

## Variants

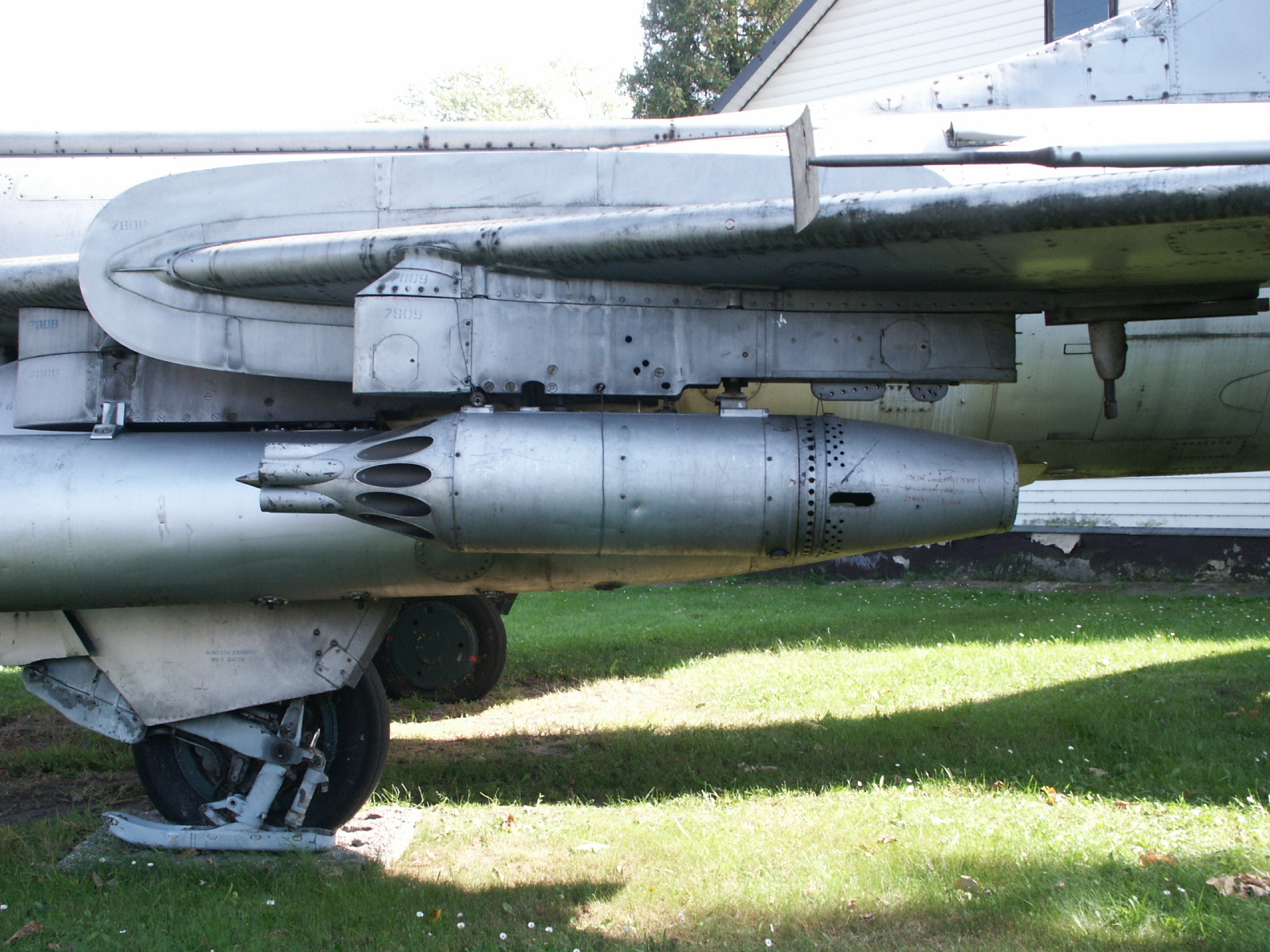
Un Su-7BKL amb tren d'aterratge adaptat i un llançador de coets UB-16 57 mm.

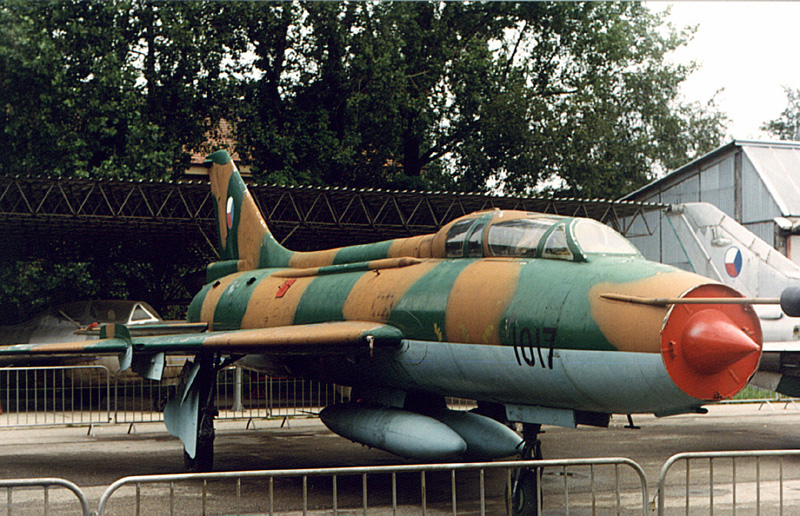
Una versió biplaça d'entrenament Su-7UMK (Moujik).

Es van construir un total de 1.847 exemplars Su-7, així com de les seves variants.
Su-7
Primera versió de producció que era específicament un caça de superiorat aèria. La denominació de fàbrica era S-2 i se'n van fabricar 132 entre 1957 i 1960. Aquesta versió es va retirar del servei actiu el 1965.
Su-7B
Primera versió d'atac a superfície. La denominació de fàbrica era S-22 i se'n van fabricar 431 entre 1960 i 1962.
Su-7BM
Versió amb motor i sistemes de combustible millorats. Incorporava dipòsits de combustible alar i capacitat per portar dipòsits de combustible extern en els suports alars més propers al fuselatge. També es va incorporar la capacitat de llançar una bomba nuclear tàctica. Fabricada entre 1963 i 1965 amb un total de 290 avions.
Su-7BKL
Versió preparada per pistes no preparades, amb modificacions al tren d'aterratge, capacitat d'enlairament assistit amb coets i doble paracaigudes de frenada. Va ser introduït el 1965 se'n produïren 267 exemplars fins al 1972.
Su-7BMK
Una versió d'exportació simplificada del Su-7BM. Fabricada entre 1967 i 1971 amb un total de 441 avions.
Su-7U (denominació OTAN Moujik)
Versió d'entrenament amb 2 seients del Su-7B. Primer vol el 25 d'octubre de 1965. Fabricat entre 1966 i 1972 en paral·lel a les versions d'exportació.
Su-7UM (Moujik)
Versió d'entrenament amb 2 seients del Su-7BM.
Su-7UMK (Moujik)
Versió d'entrenament amb 2 seients del Su-7BMK. En total es van fabricar 411 avions de totes les versions d'entrenament del Su-7.

## En servei
- URSS A la dècada de 1960-1970, el Sukhoi Su-7 estava en servei amb 25 regiments aeris. Retirat del servei el 1986 i substituït pel Sukhoi Su-17 i Mikoian-Gurévitx MiG-27.
- Algèria El 1971-1972, Algèria va rebre 22 caces-bombarders Su-7BMK, Su-7UMK.
- Afganistan A principis de la dècada de 1970, l'Afganistan va rebre 24 caces-bombarders Sukhoi Su-7BMK. A causa de les constants operacions de combat, l'elevada taxa d'accidents en condicions d'altitud i un manteniment deficient, el regiment aeri estava constantment insuficient amb Sukhoi Su-7BKL usats procedents de l'URSS. En total, l'Afganistan va rebre 79 Sukhoi Su-7, l'últim dels quals finalment va quedar fora d'acció el 1992.
- Índia Sukhoi Su-7 s'ha subministrat a l'Índia des de 1968, on sis esquadrons estaven equipats amb caces-bombarders Su-7BMK i Sukhoi Su-7UMK el març de 1968, el 26, el juliol, el 101, a l'agost, el 221, després 32 i 108. L'últim Sukhoi Su-7, el setembre de 1968. En només uns quants lots, tenint en compte la substitució d'avions perduts, la Força Aèria de l'Índia va rebre 154 Sukhoi Su-7. Els últims lluitadors es van retirar el 1986.Països on ha operat l'avió.

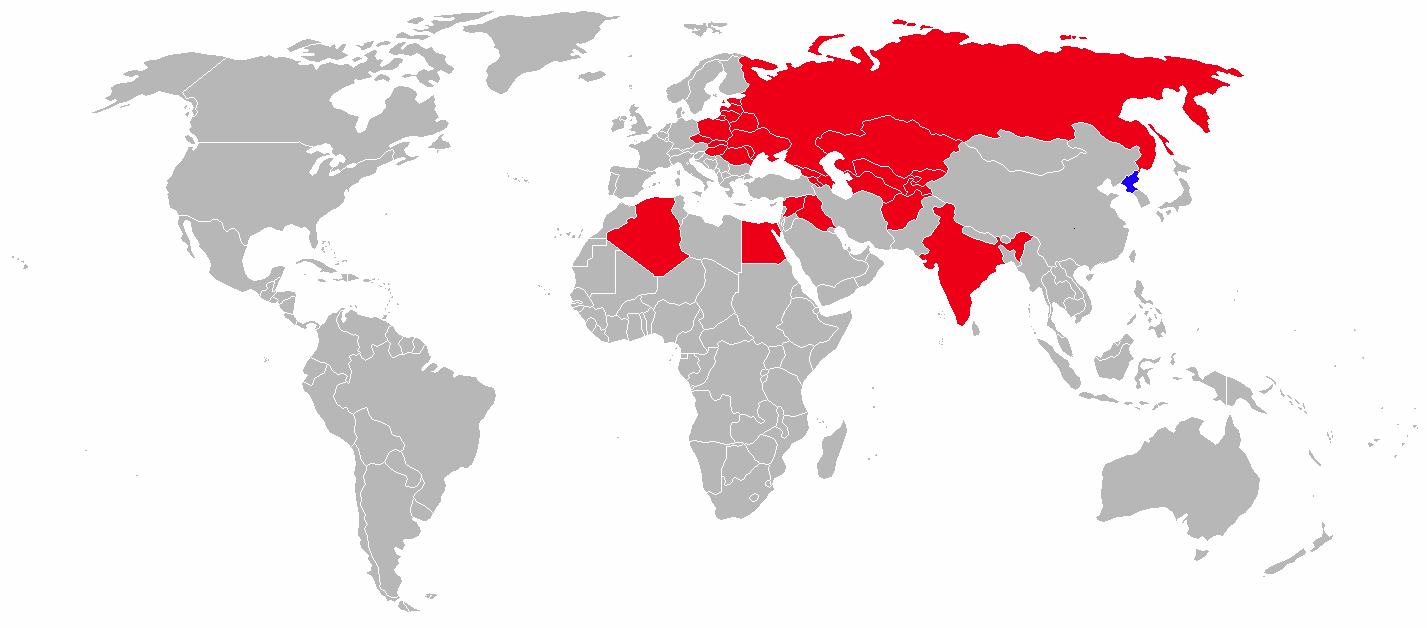
Països on ha operat l'avió.

- Iraq El 1968, la Força Aèria iraquiana va rebre els primers 18 Sukhoi Su-7BKL. En total, 83 caces Sukhoi Su-7 van ser enviats a l'Iraq des de l'URSS.
- Corea del Nord A finals de la dècada de 1960, la Força Aèria de la RPDC va rebre 25 Sukhoi Su-7BMK i Sukhoi Su-7UMK, cosa que va permetre equipar un regiment de caces-bombarders de dos esquadrons. Després de ser reequipats amb avions d'atac Sukhoi Su-25 el 1987-1989, els antics Su-7 no van ser donats de baixa. Els avions es van mantenir preparats per al combat i es van mantenir en zones d'aparcament obertes a la vora del camp d'aviació, aparentment amb la finalitat de desinformació. Segons imatges de satèl·lit, en aquell moment 18 Sukhoi Su-7 romanien en servei.
- Polònia El juliol de 1964, el 5è regiment de caces d'atac, que formava part de la 16a divisió d'aviació d'atac de caces, va rebre sis Su-7BM. El següent lot, que va arribar el juny de 1966, constava de dotze Su-7BKL. Des del maig de 1967. En total, fins al final dels lliuraments el 1972, el regiment va rebre 30 Su-7BKL. El setembre de 1969, el regiment va rebre tres Su-7U bessons, a més, la Força Aèria Polonesa va rebre cinc Su-7Us addicionals per entrenar pilots del Su-20, que no tenia una variant de dos seients. L'any 1988 es va iniciar la retirada del servei de caces d'aquest tipus, i el 25 de juny de 1990, els Su-7 polonesos van sortir a l'aire per última vegada. Durant vint-i-sis anys de funcionament a la Força Aèria Polonesa, es van perdre un total de 10 màquines d'aquest tipus.
- Síria poc després de la "guerra dels Sis Dies", la Força Aèria de Síria va rebre 25 Su-7BMK i Su-7UMK, dels quals es va formar una brigada aèria de caces-bombarders. A la guerra de 1973, l'aviació siriana va patir pèrdues importants: en particular, es van perdre 13 Su-7BMK. Després de 1973, la Força Aèria de Síria va rebre altres 35 avions d'aquest tipus, però, a causa del fet que la producció d'avions d'exportació ja s'havia completat, aquests es van utilitzar Soviètics Su-7BKL i Su-7U. A mitjans dels anys vuitanta, els Su-7 van ser traslladats a la reserva i a principis dels noranta van ser retirats del servei.
- Txecoslovàquia La Força Aèria Txecoslovaca es va convertir en el primer operador estranger del Su-7. El 1963, Txecoslovàquia va pagar la comanda de la primera dotzena de Su-7 per a la seva Força Aèria, aquest va ser l'inici d'uns ambiciosos plans per equipar dos regiments de caces-bombarders amb nous avions. Es van lliurar un total de 64 Su-7BM, 31 Su-7BKL i 7 Su-7U. L'any 1990, va lliurar el seu darrer Su-7BKL.

## Especificacions (Su-7BKL)
Dades de Green, Sukhoi
Característiques generals
- Tripulació: Un pilot
- Longitud: 16,80 m
- Envergadura: 9,31 m
- Alçada: 4,99 m
- Superfície de l'ala 34 m²
- Pes buit: 8.937 kg
- Pes carregat: 13.570 kg
- Pes màxim d'enlairament: 15.210 kg
- Motor: 1× turboreactor amb postcremador Lyulka AL-7F-1 
  - Impuls normal: 66,6 kN
  - Impuls amb postcremador: 94,1 kN
- * Capacitat de combustible: 3.220 kg

 Rendiment 
- Velocitat màxima: 1.150 km/h (620 nusos, Mach 0,94) at sea level; 2.150 km/h (1.160 nusos) a gran altitud
- Abast: 1.650 km.
- Sostre de servei: 17.600 m.
- Ràtio d'ascens: 160 m/s
- Càrrega alar: 434,8 kg/m²
- Impuls/pes: 0,71
- Distància d'enlairament: 950 m.
- Distància d'aterratge: 700 m.

Armament

- 2 canons automàtics de calibre 30 mm. Nudelman-Rikhter NR-30, amb 80 cartutxos cadascun
- Fins a 2.000 kg. d'armament i dipòsits en sis suports externs. Habitualment 2 dipòstis externs de 600 o 950 L i una combinació de bombes de 250 kg. o 500 kg., i coets de calibre 57 mm. en contenidors llançadors de 16 coets (UB-16-57U).